# Tuli Kupferberg
Tuli Kupferberg (født 28. september 1923, død 12. juli 2010) var en amerikansk digter, forfatter, tegneserietegner, anarkist, forlægger og medstifter af gruppen The Fugs.
Kupferberg grundlage tidsskriftet Birth i 1958. Birth udkom kun med tre numre men udgav værker af berømte beatforfattere som bl.a. Allen Ginsberg, Diane Di Prima, LeRoi Jones/Amiri Baraka og Ted Joans. Kupferberg optræder efter sigende i Ginsbergs digt Howl som den person " who jumped off the Brooklyn Bridge this actually happened and walked away unknown and forgotten into the ghostly daze of Chinatown". I 1961 udgav Kupferberg sin egen bog Beatniks, or, The War Against the Beats.
I 1964 dannede Kupferberg den satiriske rockgruppe The Fugs sammen med digteren Ed Sanders. Kupferberg tog navnet fra Norman Mailers erstatning af ordet "fuck" i romanen The Naked and the Dead (dansk titel: De nøgne og de døde). Han var en af gruppens sangere og skrev mange af gruppens sange. Han har også udgivet to soloalbums: No Deposit, No Return (1964) og Tuli & Friends (1989).
Hans mest kendte bog er nok 1001 Ways to Beat the Draft (1966). I 1967 skrev han 1001 Ways to Live Without Working, som faktisk indeholder 1005 måder at leve på uden at arbejde samt en række interessante gamle annoncer, bl.a. for lotteri om slaver og sikre måder at helbrede kræft og fedme på. Hans seneste værk er Teach Yourself Fucking (2000), som er en samling tegneserier.